# Großes Windröschen
Das Große Windröschen (Anemone sylvestris), genannt auch Waldanemone, ist eine Pflanzenart aus der Gattung Windröschen (Anemone) innerhalb der Familie der Hahnenfußgewächse (Ranunculaceae). Sie ist in Eurasien weitverbreitet. Sie kommt auf eher hellen und trockenen Standorten vor. Diese früher häufige Pflanzenart ist in den vergangenen Jahrzehnten in manchen Gebieten selten geworden; sie ist in manchen Ländern gefährdet und daher geschützt.

## Trivialnamen
Das Große Windröschen wird wegen seines Vorkommens auch Hain-Anemone, Wald-Windröschen oder Waldsteppen-Windröschen genannt. Weitere Trivialnamen sind oder waren: Hackelkraut, Windröslein und Wolfswurzel.

## Beschreibung

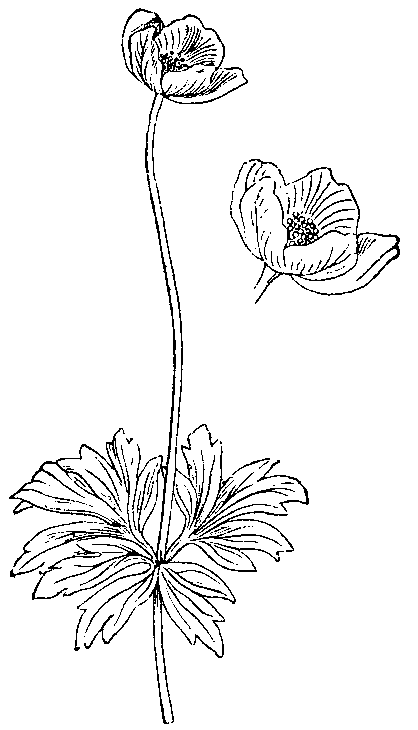
Illustration: Blütenstandsschaft mit den drei wirtig stehenden Hochblättern und Blüte

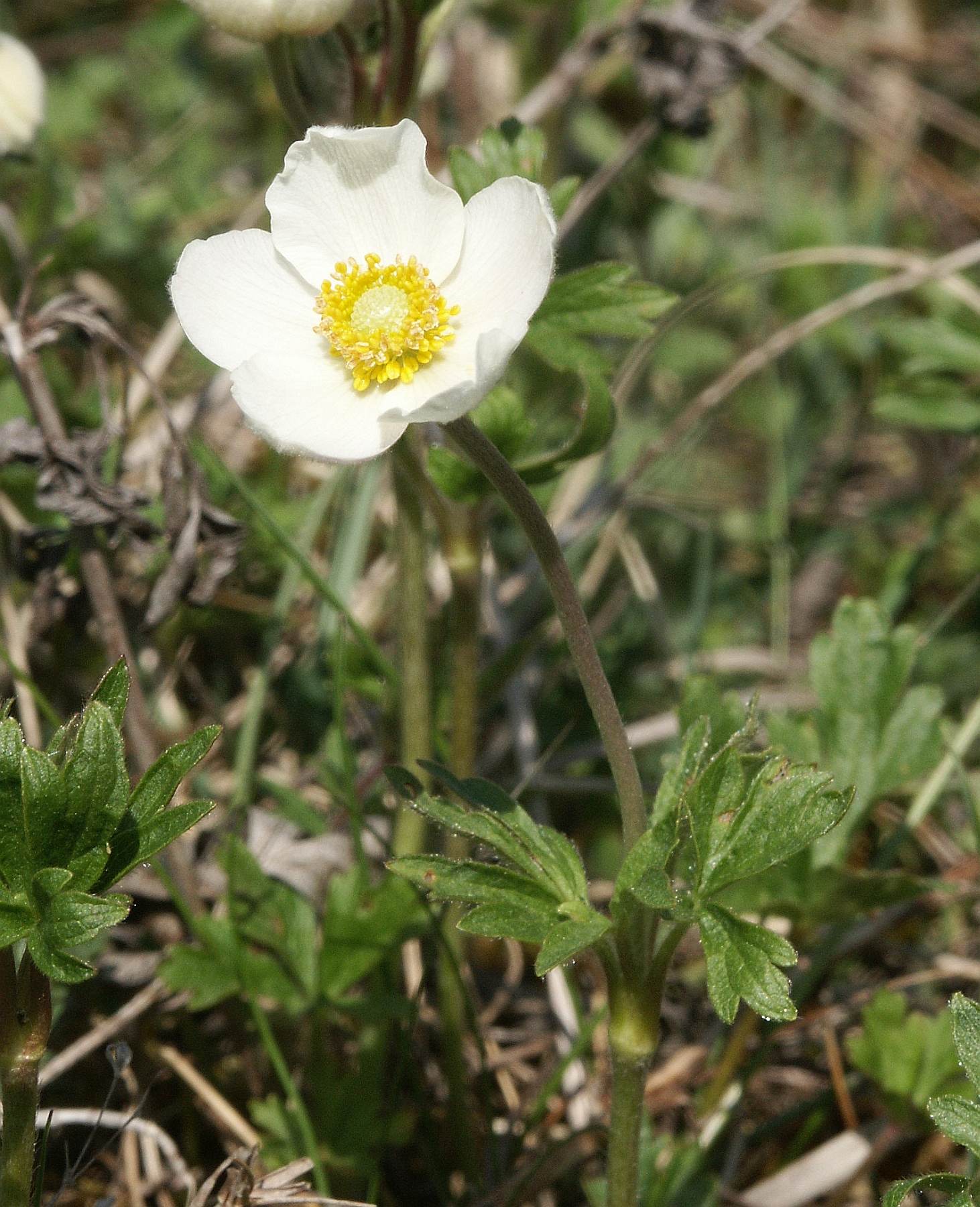
Die drei gestielten Hochblätter und darüber die gestielte Blüte

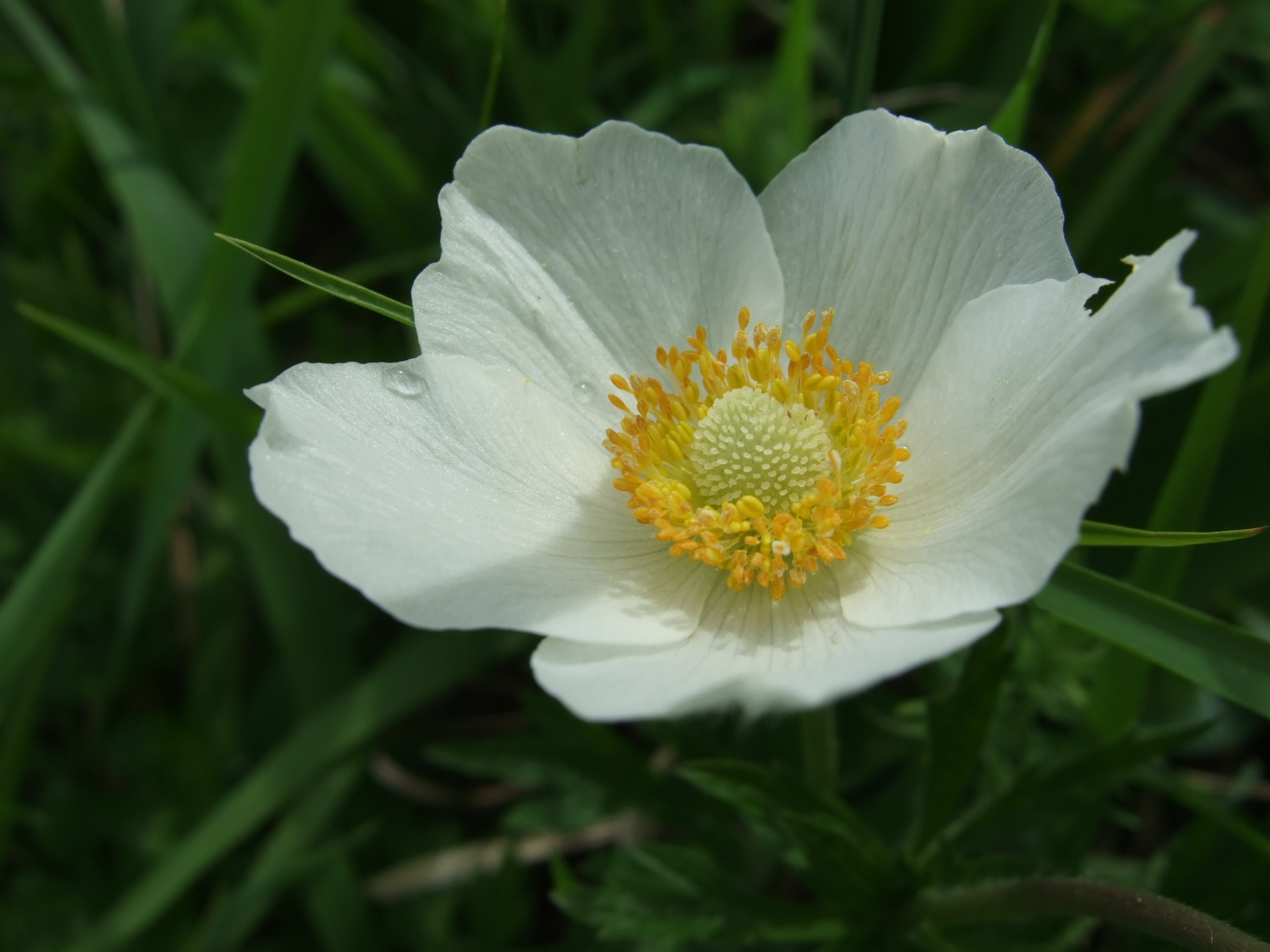
Blüte im Detail

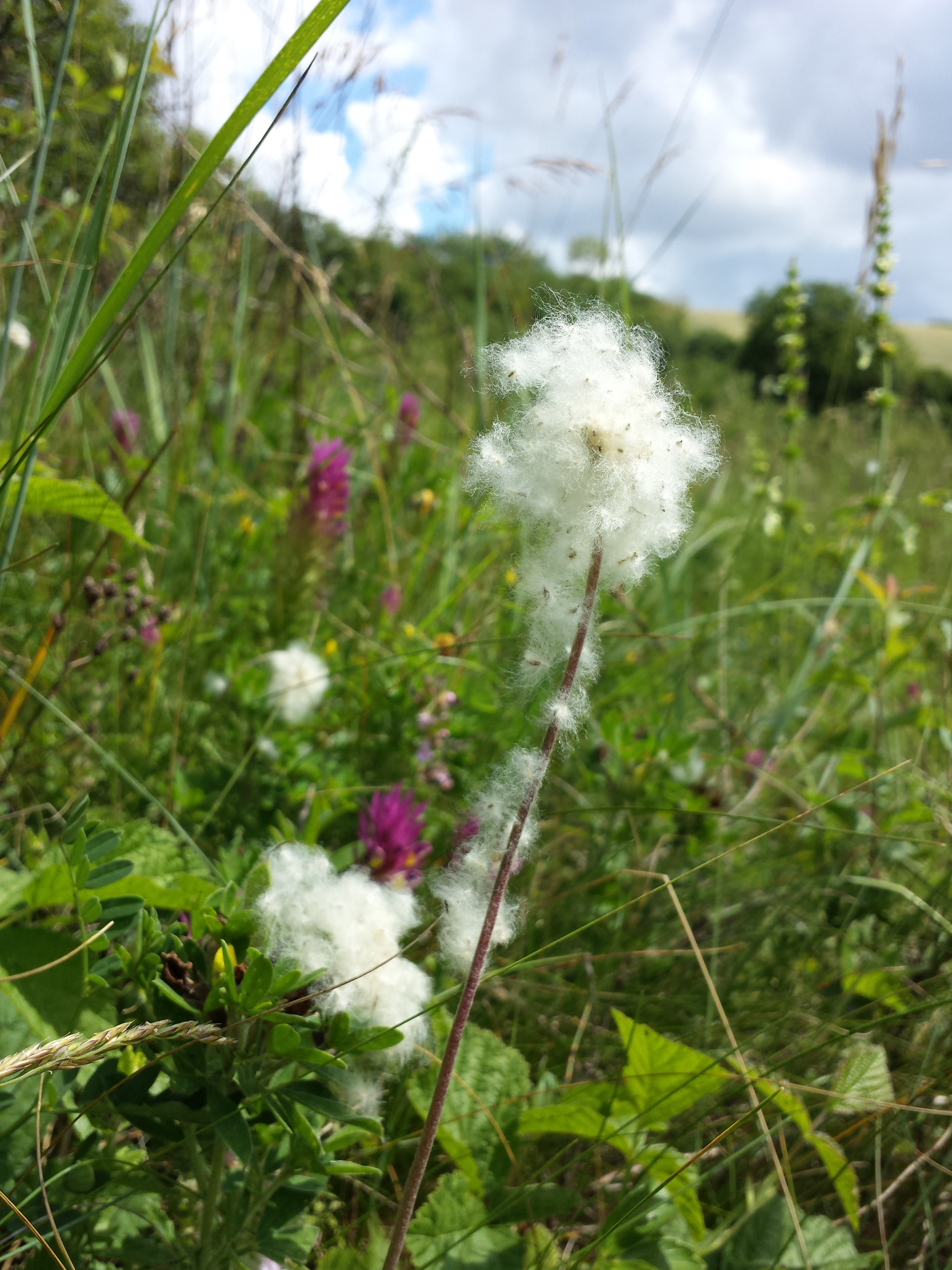
Fruchtstand mit reifen Nüsschen

### Vegetative Merkmale
Das Große Windröschen wächst als sommergrüne, ausdauernde krautige Pflanze und erreicht eine Wuchshöhe von 15 bis 40, selten bis zu 50 Zentimetern. Als Speicher- und Überdauerungsorgan dient ein verzweigtes, kurzes Rhizom mit einem Durchmesser von 10 bis 15 Millimetern. Die drei bis neun grundständigen Laubblätter sind in Blattstiel und Blattspreite gegliedert. Ihr flaumig behaarter Blattstiel misst 5 bis 20 Zentimeter. An der Basis ist er verbreitert. Die ziemlich derbe Blattspreite ist bei einer Länge von 2 bis 5 Zentimetern sowie einer Breite von 3 bis 8 Zentimetern im Umriss herzförmig-pentagonal. Die herzförmige Spreitenbasis ist tief handförmig, meist drei- oder manchmal fünfteilig eingeschnitten. Die Blattunterseite weist entlang der Blattadern eine fein-flaumige Behaarung auf. Die Blattoberseite ist fast kahl. Die einzelnen Blattabschnitte sind sitzend. Das mittlere Blattsegment ist rhombisch oder verkehrt-eiförmig-rhombisch ausgeprägt. Seine drei Lappen zeigen einen gelappten und spärlich gezähnten Rand. Die seitlichen Blattsegmente sind ungleich zweiteilig und schief fächerförmig. Die Grundblätter entfalten sich erst nach der Blütezeit vollständig.

### Generative Merkmale
Die Blütezeit erstreckt sich in Mitteleuropa je nach Standort von April bis Juni, in China von Mai bis Juni. Der abstehend fein-flaumig behaarte oder fast kahle, aufrechte, 10 bis 20, selten bis 35 Zentimeter hohe Blütenstandsschaft trägt gewöhnlich nur eine endständige Blüte, in seltenen Fällen zwei Blüten. Unterhalb der Blüten befinden sich drei wirtelig angeordnete Hochblätter, die 3 bis 25 Millimeter lang gestielt sind. Die Spreite der Hochblätter ist der der Grundblätter ähnlich aber kleiner. Ihre Länge variiert zwischen 2 und 3 Zentimetern, in der Breite misst sie etwa 10 Zentimeter. Ihr Umriss ist rundlich, die Spreitenbasis herzförmig gestaltet. Die Spreite ist drei-bis fünffach geteilt mit zwei- bis dreispaltigen Abschnitten. Die ungestielten Blattabschnitte sind schmal verkehrt-eiförmig sowie fein flaumig behaart. Die Blattspitzen sind gestutzt oder gerundet.
Im Gegensatz zu den meisten anderen Arten der Familie der Hahnenfußgewächse duften die Blüten des Großen Windröschens. Der fein-flaumig behaarte Blütenstiel ist 5 bis 15, selten bis zu 25 Zentimeter lang.
Die zwittrige Blüte ist bei einem Durchmesser von 4 bis 7 Zentimetern radiärsymmetrisch. Sie besitzt eine einfache Blütenhülle. Die meist fünf, selten sechs freien, weißen Blütenhüllblätter werden etwa 15 bis 20 Millimeter lang, ihre Breite variiert zwischen 10 und 15 Millimetern. Ihre Form kann verkehrt-eiförmig oder elliptisch ausgeprägt sein. An ihrer Außenseite sind die Blütenhüllblätter dicht seidig behaart. Die zahlreichen kurzen Staubblätter sind gelb gefärbt und etwa 4 Millimeter lang. Sie besitzen fadenförmige Staubfäden mit etwa 1 Millimeter langen, zylindrischen, am oberen Ende gerundeten Staubbeuteln. Der zapfenförmigen Blütenachse sitzen zahlreiche (180 oder mehr), relativ kleine, freie und dicht fein-flaumig behaarte Fruchtblätter an. Der relativ kurze bis nicht erkennbare Griffel endet mit einer kugeligen Narbe. In ihrer Gesamtheit bilden sie ein unverwachsenes (chorikarpes) Gynoeceum.
In einer Sammelnussfrucht stehen an der dann bis 4 Zentimeter hohen Blütenachse (Receptaculum) auf kurzen Stielchen viele Nüsschen zusammen. Die 2 bis 3 Millimeter langen sowie etwa 2 Millimeter breiten, spindelförmig, flachen Nüsschen sind dicht wollfilzig mit 7 bis 9 Millimeter langen Trichomen behaart. Sie besitzen einen etwa 1 Millimeter langen, geraden, flaumig behaarten Schnabel (es ist der Griffel).
Die Chromosomengrundzahl beträgt x =8; es liegt Diploidie vor, also 2n = 16.

## Ökologie
Das Große Windröschen ist ein sommergrüner, mesomorpher, skleromorpher Hemikryptophyt und ein Wurzelknospen-Geophyt. Für einen Hemikryptophyten typisch, befinden sich die Überdauerungsknospen, die durch die Laubdecke oder abgestorbene Blätter geschützt werden, an der krautigen Sprossachse und liegen dicht der Erdoberfläche an. Das Große Windröschen ist plurienn-pollakanth, das bedeutet ein Exemplar blüht und fruchtet mehr als einmal in seinem Leben, es ist also ausdauernd.
Die duftenden Blüten sind blütenbiologisch „Pollen-Scheibenblumen“. Sie führen keinen Nektar, halten jedoch ein reichliches Pollenangebot für potentielle Bestäuber bereit. Bestäuber sind Insekten, wie kurzrüsselige Bienen, Fliegen, Schwebfliegen (Syrphidae) und Käfer. Spontane Selbstbestäubung kommt häufig vor.
Die befruchteten winzigen Fruchtblätter entwickeln sich zu Nüsschen, die allseitig von einem lockeren Haarfilz umgeben sind. Als Schirmchenflieger werden sie über den Wind ausgebreitet. Als Wasserhafter können sie sich auch bei Nässe an das Fell von Tieren heften und so ausgebreitet werden.
Vegetative Vermehrung erfolgt durch die Bildung von homorhiz bewurzelten Sprossen aus den nur wenige Zentimeter tief liegenden Wurzeln. Die Pflanze ist also ein Wurzelkriecher.
Für die Raupen des Dunkelbraunen Waldrebenspanners stellen die Blätter des Großen Windröschens eine wichtige Nahrungsquelle dar.
Die Pflanze ist giftig.
Das Große Windröschen wird vom Rostpilz Puccinia pulsatillae befallen.

## Vorkommen

### Verbreitung

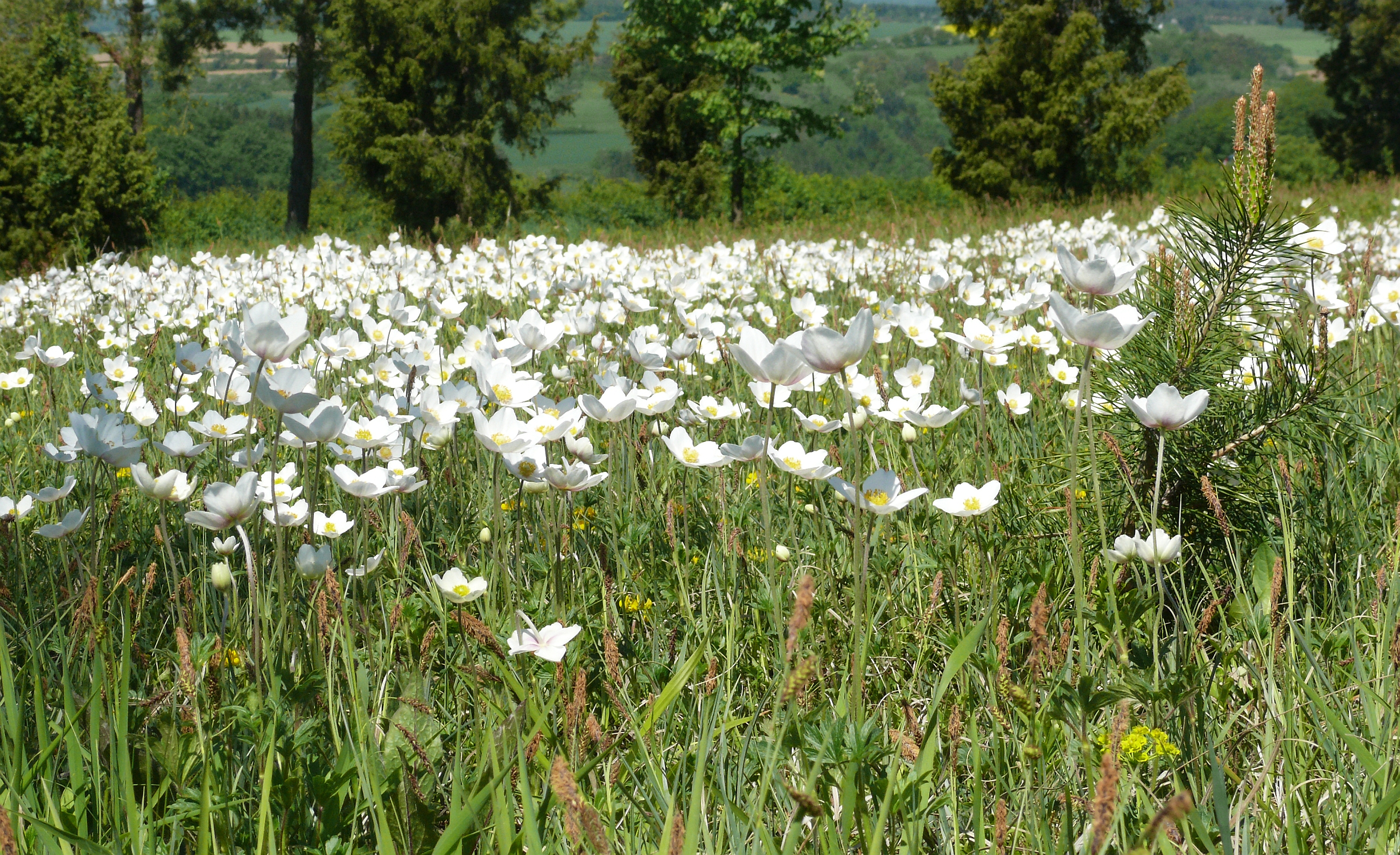
Am Standort auf einem Halbtrockenrasen im Taubergrund

Das weite Verbreitungsgebiet des Großen Windröschen erstreckt sich von Europa über Russland bis zur Mongolei und China. Im Einzelnen wurde folgende Verbreitung festgestellt: Im gemäßigten Asien sind Vorkommen des Anemone sylvestris im Kaukasus aus Russland in Ciskaukasien und Dagestan bekannt. Aus dem westlichen und östlichen Teil Sibiriens sind ebenfalls Bestände belegt, wie auch aus dem russischen Fernen Osten. Anemone sylvestris gilt in der Mongolei als belegt. In China wurden Bestände in den Provinzen nördliches Hebei, westliches Heilongjiang, westliches Jilin, westliches Liaoning, Innere Mongolei und nördliches Tibet festgestellt. In Nordeuropa sind Bestände des Großen Windröschens aus dem südöstlichen Schweden belegt. Mitteleuropäische Vorkommen wurden in Österreich, der nördlichen Schweiz, der früheren Tschechoslowakei, Deutschland, Polen und Ungarn festgestellt. Aus Osteuropa wurden Fundorte in Estland, Lettland, Litauen, Moldawien, dem europäischen Teil Russlands, Belarus und der Ukraine bestätigt. In Südosteuropa gelten Bestände in Bulgarien, dem früheren Jugoslawien, dem nordwestlichen Italien und Rumänien belegt. In Südwesteuropa ist das Große Windröschen in Frankreich vertreten.
Es kommt in Österreich an geeigneten Standorten in Oberösterreich und in der Steiermark vor, in Niederösterreich und im Burgenland besiedelt es auch Trockenrasen. In Mitteleuropa fehlt es im gesamten Tiefland nördlich des Harzes. In der Schweiz kommt es im Kanton Schaffhausen vor. Insgesamt ist es in Mitteleuropa sehr selten, es bildet aber an seinen Standorten oft kleinere, zum Teil individuenreiche Bestände.

### Standort
Diese wärmeliebende Art kommt vorwiegend in den Mittelgebirgen Mittel- und Osteuropas sowie im Kaukasus vor. Sie fehlt in den Alpen, im nord- und westdeutschen Flachland, sowie auf den britischen Inseln und Teilen des Mittelmeerraums. Das Große Windröschen gedeiht in Europa in der kollinen bis submontanen Höhenstufe bis zu einer Höhenlage von 1600 Metern.
Das Große Windröschen wächst in Europa in lichten Busch- und Kiefernwäldern, insbesondere in Schneeheide-Kiefernwäldern und Kiefern-Steppenwäldern, auf Halbtrockenrasen und in Heiden. Eichenwaldlichtungen, Waldsäume, Böschungen und Hohlwege zählen zu den gerne besiedelten Standorten. Es besiedelt in Mitteleuropa in den Mittelgebirgen mit kalkhaltigem Gestein trockene Gebüsche und sie Säume lichter Trockenwälder, es geht aber auch in aufgelockerte Kiefernbestände.
Das Große Windröschen gedeiht am besten auf kalkhaltigen oder kalkreichen, lockeren, sommerwarmen und eher trockenen Lehm- oder Tonböden. Es bevorzugt, anders als das Buschwindröschen (Anemone nemorosa), eher trockene, helle Standorte.
Die ökologischen Zeigerwerte nach Landolt et al. 2010 sind in der Schweiz: Feuchtezahl F = 2 (mäßig trocken), Lichtzahl L = 4 (hell), Reaktionszahl R = 5 (basisch), Temperaturzahl T = 4+ (warm-kollin), Nährstoffzahl N = 3 (mäßig nährstoffarm bis mäßig nährstoffreich), Kontinentalitätszahl K = 5 (kontinental).
In China gedeiht Anemone sylvestris an Waldrändern, grasigen sowie sandigen Hängen in Höhenlagen zwischen 1300 und 3400 Metern.

### Pflanzensoziologie
Das Große Windröschen gilt als Kennart des Wildanemonensaums (Geranio-Anemonetum sylvestris), eine Assoziation, die dem Verband Xerophile Saumgesellschaften (Geranion sanguinei) zugeordnet ist. Gemeinsam mit Berg-Haarstrang (Peucedanum oreoselinum) und Grauer Skabiose (Scabiosa canescens) bildet es auf tiefgründigeren Böden, wie Löss oder Pararendzinen eine Gesellschaft, deren Standorte oftmals anthropogen beeinflusst sind. Dieser weit verbreitete Saumtyp erstreckt sich im Norden bis ins Weser-Bergland, isolierte Vorkommen wurden auf Öland und Gotland nachgewiesen. Als Gehölz-Kontaktgesellschaften wurden Wärmeliebende Gebüsche, Wald-Kiefern-reiche Flaumeichenwälder, subkontinentale Kiefernwälder und Thermophile Buchenwälder festgestellt. Außerdem kommt das Große Windröschen auch in Gesellschaften der Verbände Erico-Pinion und Cytiso-Pinion vor.

## Gefährdung
Die Intensivierung der Landwirtschaft mit Flurbereinigung, erhöhtem Nährstoffeintrag und Ausbau der Wege zerstörte viele Standorte und hat zu einem enormen Rückgang der Populationen beigetragen, so dass das Große Windröschen in ganz Deutschland als gefährdet gilt. Dem Konkurrenzdruck nichtheimischer Arten, welche die Standorte des Großen Windröschens besiedelt haben, ist sie oftmals nicht gewachsen, was die Bestandssituation zusätzlich verschärft.

## Systematik
Die Erstveröffentlichung von Anemone sylvestris erfolgte 1753 durch Carl von Linné in Species Plantarum, 1, 540, dort „silvestris“ geschrieben. Ein Homonym ist Anemone sylvestris Vill. in Histoire des Plantes de Dauphiné, 3, 1789, S. 726.

## Nutzung
Das Große Windröschen ist seit dem 16. Jahrhundert in Kultur. Es wird mit einigen Sorten als Zierpflanze in Parks und Gärten verwendet. Als Standorte sind sonnige bis halbschattige Wuchsstellen zu empfehlen.